# 老大公廟
25°07′45″N 121°43′59″E / 25.129065°N 121.733156°E
老大公廟，又稱開基老大公廟，是位於臺灣基隆市安樂區嘉仁里的陰廟，祭祀泉漳械鬥去世的民眾，由基隆各姓氏輪流主普，演變成今日的雞籠中元祭。

## 沿革
老大公廟過去無專門的廟史記載，直到1983年周東和擔任管理委員會總幹事職務後，深感無法使民眾了解雞籠中元祭的歷史涵意，便投入蒐集及編撰工作。
依周東和所述，早期開發基隆時，漳州人先進入崁仔頂一帶平地定居（即現基隆市區的孝一路一帶），移居較晚的泉州人就沿基隆河七堵、暖暖一帶發展，兩方商定以魴頂（今南榮公墓）為界，但在咸豐元年（1851年）八月，因土地界線及水道灌溉等問題，在魴頂發生大規模械鬥。當時械鬥死亡民眾有一百零七名，後有一名基隆慶安宮的沙門也因此過世。
周東和表示兩方遺體合葬於蚵殼港河畔（即今成功二路）立墓祭祀為「老大公墓」。「老大公」代表「老死」、「先死為大」、「男性」。兩方決定按自咸豐五年（1855年）起共同組成十一字姓輪流祭祀。　
日治時期，日人為慶祝大正天皇登基，於老大公墓的所在處建高砂公園，由楊火輝募捐移葬於安樂區石山（今嘉仁里山坡），1918年完成。為祭祀方便，居民集議建請日本政府在高砂公園撥地，並以音樂堂名義興建永久性鋼筋水泥、三層樓的主普壇，至1929年完工，在基隆大空襲時遭盟軍炸損。1957年，重修主普壇又增一層。
1960年輪值林姓主普邀集各姓建廟，向市府申請一萬元建廟，廟址為樂一路76巷37號。舊主普壇位於仁五路與中山高速公路出口左側，市長陳正雄時開始改建商業大樓。1971年6月2日，新的主普壇以民俗文物館在中正公園動工，由市長蘇德良主持。次年3月3日，基隆市公產出售審議委員會以每坪公告地價二萬零八百元、市價五萬元一坪出售仁愛區新店段四小段一之三二六號的舊主普壇一百六十七坪土地。新主普壇於1974年農曆七月一日竣工。
由於廟宇建於山坡上，長期無人維護致地基坍塌，經羅福全、劉東海奔走，於1975年成立整建委員會，慨捐興工整建，改稱「開基老大公廟」。1980年，各姓各出一萬元修建。
民俗相信將仇人的頭髮、骨灰、八字放在陰廟的骨甕裡可咒仇人，所以廟方在1983年將骨甕以花崗岩封閉。

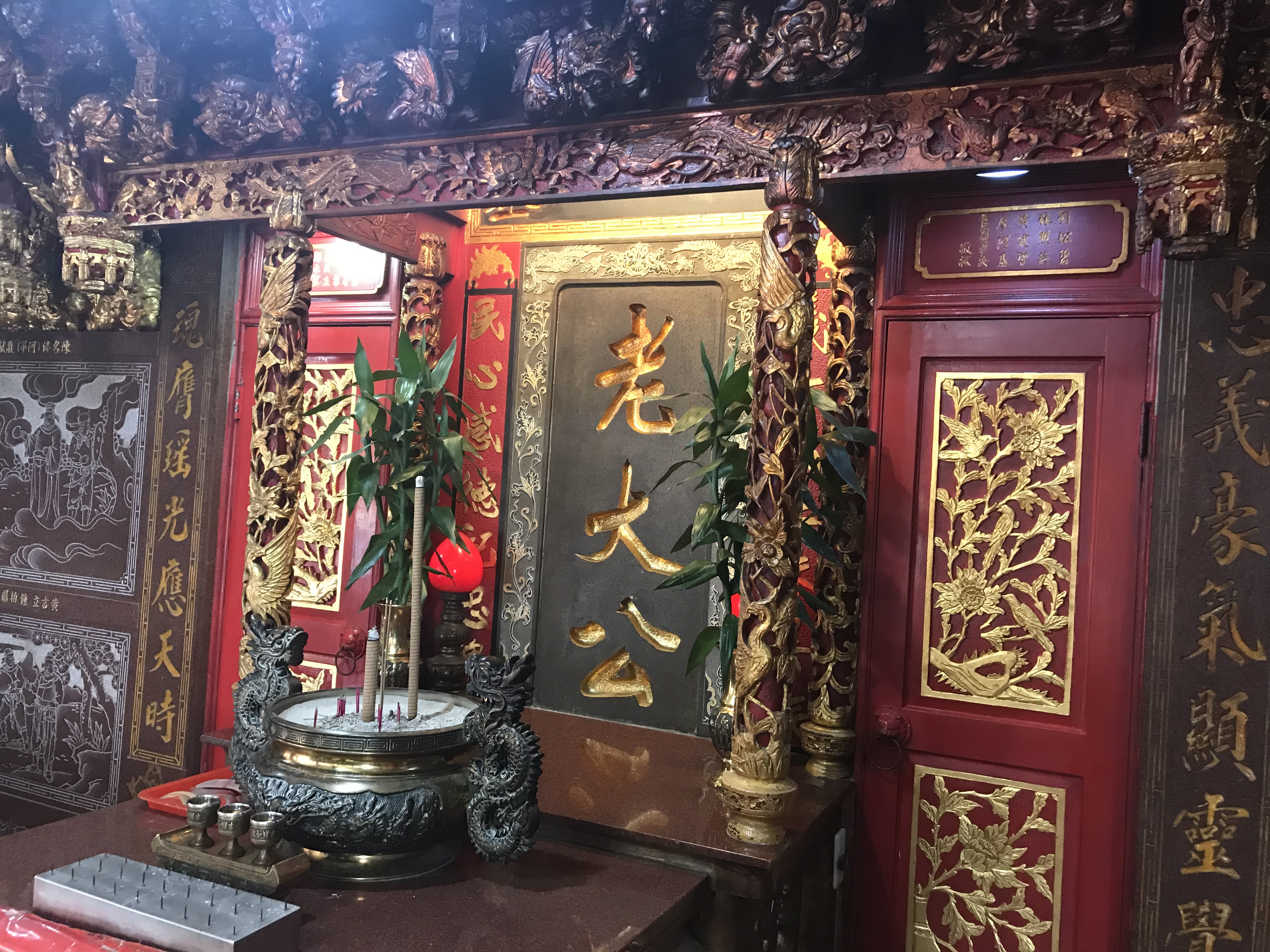
老大公廟牌位

2001年票選為臺灣歷史建築百景。

## 祭祀
過往，農曆六月三十的子時，基隆人家家戶戶都會在屋簷下點一盞燈，以往用油燈，後來改為玻璃型的三角燈，隨著社會變遷開始統一掛在廟裡。像是老大公廟就懸掛數千盞普度公燈，用毛筆寫下信士名字。
原先，雞籠中元祭開龕門儀式是於基隆三姓公廟，後因建高速公路移往老大公廟。農曆七月一日下午，老大公廟開龕門正式開始。
起初是以抽籤決定依以張廖簡、吳、劉唐杜、陳胡姚、謝、江、鄭、何藍韓、賴、許等十一姓順序輪流主普事宜，昔日參加範圍包括金包里堡、石碇堡、基隆堡、三貂堡等。主普除由十一姓氏輪值外，主會、主壇、主醮由地方行號劃分三區，草店尾、石牌仔街、灰窯仔等為一區、福德街、崁仔頂等為一區、新店街、蚵殼港、仙洞等為一區，分別由負責承辦三大柱。除主普綿續外，其他三柱於二次大戰期間停廢。1956年聯姓會加入，成為主普第十二單位，即李、郭、王、楊、曾、黃、柯、蔡、邱丘、蘇周連、鍾蕭葉、白、余徐涂、董童等。1981年，李、黃、郭三姓再脫離聯姓會，成為主普十五單位。
農曆七月十二日，新主普壇夜燈全開，從高速公路、基隆外港、市區街道，皆可眺望，七月十三日的迎斗燈，以輪值姓氏為前，依序排列，繞街一匝，迎至慶安宮安奉。
七月十四日在慶安宮前栽燈篙，燃燈七盞，矛掛篙上魂。2003年，賴姓主普時改為中正公園的主普壇立燈篙，一說是和平島天后宮與慶安宮有一尊媽祖神像的所有權爭紛。
祭典分午夜祭、一天祭、二天祭三種，視經費情形而定：普通有開壇、開光、發表、樹旛、請觀音、招孤魂、請神、請三界、安灶君、安監齋、開懺、獻供、拜懺等節目。當夜的放水燈用紅紙書「慶讚中元」或「慶普陰光」，標明字姓、爐主、柱首等。
以往基隆，整個農曆七月，每一天都有普度日，除了本來在農曆七月廿六的公普日，還有廟普、街普、工普、漁普、商普等。即使基隆地方法院也難以免俗舉行普渡，因該處為在田寮河尾端，就是當時國民政府在二二八事件屠殺，把民眾擲入河水的地點。後基隆市政府為了節約，把原來公普日提前統一於七月十五日舉行，連同放水燈遊行、迎斗燈一併提前。
到了公普日，即七月十五，延請僧道演淨、開懺、獻供、謝三界、揚旛、巡筵、普施、奉送神佛、謝壇科儀等。主普壇及慶安宮前設孤棚、置孤飯、粿盞、雞盞、鴨盞、粽盞、麵桃盞等，另糊翰林所、同歸所及大士山等。值年的同姓各戶，例須屠宰豬公，宰好置架山，口銜文旦供祭。普施後，值年主普執事人員團守大士山、翰林所、同歸所、金山、銀山同銀紙焚燒，演跳鍾馗作最後的鎮煞。隨後，就舉行移交手爐予下任輪值主普姓的典禮。
農曆八月一日關龕門時，老大公廟才會關燈，把燈籠銷毀。